# Yutu 2
Yutu-2 este roverul robotic al misiunii chineze Chang'e 4 pe Lună, lansată pe 7 decembrie 2018 18:23 UTC, a intrat pe orbita lunară pe 12 decembrie 2018 înainte de a reuși prima aselenizare lină pe fața ascunsă a Lunii pe 3 ianuarie 2019. Yutu-2 este în prezent operațional ca cel mai longeviv rover lunar și primul rover care rulează pe partea îndepărtată a Lunii.
Până în ianuarie 2022 Yutu-2 a parcurs o distanță de peste 1000 m pe suprafața Lunii. Datele furnizate de radarul său de penetrare la sol (GPR) au fost folosite de oamenii de știință pentru a realiza imaginea mai multor straturi mult sub suprafața părții îndepărtate a Lunii.

## Cost
Potrivit lui Wu Yanhua, directorul adjunct al proiectului, costul întregii misiuni a fost „aproape de costul unui kilometru de metrou”, care poate varia de la 500 de milioane de yuani (aproximativ 72,6 milioane de dolari) până la 1,2 miliarde de yuani (aproximativ 172,4 milioane de dolari).

## Locul de aselenizare
Roverul a aselenizat în craterul Von Kármán (180 km în diametru) în bazinul Polul Sud-Aitken pe partea îndepărtată a Lunii, care nu a fost până atunci explorată de către aterizatori. Locul are valoare simbolică, dar și științifică: Theodore von Kármán a fost consilierul doctoral al lui Qian Xuesen, fondatorul programului spațial chinez.